# Холмурзаев, Искандар Шомирзаевич
Искандар Шомирзаевич Холмурзаев (21 августа 1991) — узбекистанский футболист, полузащитник.

## Карьера
Профессиональную карьеру начал в 2011 году в составе клуба «Динамо» Самарканд в Суперлиге.
В январе 2022 года подписал контракт с клубом «Яссы».
В июле 2022 года перешёл в узбекстанский клуб «Гиждуван».
В феврале 2023 года вернулся в «Туркестан».

## Достижения
«Мактаарал»
- Серебряный призёр Первой лиги Казахстана: 2021

## Клубная статистика
| Игровая карьера | Игровая карьера    | Игровая карьера | Лига | Лига | Кубок | Кубок | Межд. | Межд. | СК | СК |
| --------------- | ------------------ | --------------- | ---- | ---- | ----- | ----- | ----- | ----- | -- | -- |
| 2011            | Динамо (Самарканд) | А               | 2    | 0    | —     | —     | —     | —     | —  | —  |
| 2014            | Динамо (Самарканд) | А               | 12   | 0    | —     | —     | —     | —     | —  | —  |
| 2017            | Динамо (Самарканд) | А               | 14   | 1    | —     | —     | —     | —     | —  | —  |
| 2019            | Кыран              | Б               | 22   | 1    | —     | —     | —     | —     | —  | —  |
| 2020            | Арыс               | Б               | 12   | 4    | —     | —     | —     | —     | —  | —  |
| 2021            | Мактаарал          | Б               | 15   | 4    | 5     | 1     | —     | —     | —  | —  |
| 2022            | Яссы               | Б               | 8    | 0    | 1     | 0     | —     | —     | —  | —  |
| 2022            | Гиждуван           | Б               | 11   | 2    | —     | —     | —     | —     | —  | —  |
| 2023            | Туркестан          | Б               | 2    | 0    | 3     | 0     | —     | —     | —  | —  |